# Sean Kerr
Pour les articles homonymes, voir Kerr.
Pas d'image ? Cliquez ici

a Compétitions nationales et continentales officielles uniquement.

b Matchs officiels uniquement.
Dernière mise à jour le 22 mars 2025.
Sean Kerr, né le 8 novembre 2004 à Johannesbourg (Afrique du Sud), est un joueur anglais de rugby à XV jouant au poste de centre aux Harlequins.

## Biographie

### Jeunesse et formation
Sean Kerr naît à Johannesbourg, en Afrique du Sud. Il commence à jouer au rugby à XV à l'âge de cinq ans à Effingham & Leatherhead RFC dans le Surrey en Angleterre. Il rejoint ensuite le Sutton & Epsom RFC dans le sud-ouest de Londres avant de rejoindre plus tard le centre de formation des Harlequins,. Il fréquente également la Whitgift School (en) à South Croydon.

### Carrière en club
Joueur des Harlequins depuis au moins 2017, Sean Kerr est promu dans l'équipe senior avant la reprise de la saison 2023-2024 après avoir joué régulièrement pour les équipes nationales de jeunes d'Angleterre depuis 2022. Il fait une apparition au poste de centre contre le Nottingham RFC lors d'un match de Coupe d'Angleterre en octobre 2023, puis est prêté au Richmond FC en National League 1 (troisième division) entre septembre et novembre 2023.
En début de saison 2024-2025 il est prêté au London Scottish FC et fait ses débuts avec cette équipe contre le Hartpury University RFC.

### Carrière internationale
Alors qu'il est au centre de formation des Harlequins, Sean Kerr joue avec les équipes d'Angleterre des moins de 17 ans, 18 ans et 19 ans,. Il effectue aussi une tournée en Afrique du Sud.
Sean Kerr est retenu dans l'équipe d'Angleterre des moins de 20 ans avant le Tournoi des Six Nations des moins de 20 ans 2024. Il est titulaire lors de la première journée, contre l'Italie. Il marque les premiers points du match avant d'être remplacé à la mi-temps. Les Anglais gagnent 11 à 36 à Trévise. Absent contre le pays de Galles lors de la deuxième journée, Kerr joue le reste du Tournoi en tant que titulaire au centre et est nommé « Homme du match » face à l'Écosse. Kerr marque au total quarante points pour son pays dont un essai et remporte le Tournoi avec son pays, devançant l'Irlande,.
À la suite de ses bonnes performances, Kerr est à nouveau sélectionné avec les moins de 20 ans anglais pour le Championnat du monde junior 2024 se déroulant en Afrique du Sud. En dehors d'un match de phase de poule contre les Fidji, Kerr joue tous les matchs de l'Angleterre, et s'avère essentiel dans les deux matchs à élimination directe, marquant un total de trente-deux points (dont un essai) en demi-finale et en finale. L'Angleterre remporte cette compétition, battant la France 21 à 13,.
En novembre 2024, il est appelé dans l'équipe d'Angleterre A pour une rencontre face à l'Australie A (en).

## Palmarès
- Angleterre -20
  - Vainqueur du Tournoi des Six Nations des moins de 20 ans en 2024 (Petit Chelem)
  - Vainqueur du Championnat du monde junior en 2024